# Lote Tuqiri
Lote Daulako Tuqiri (Suva, 23 de septiembre de 1979) es un exjugador australiano de rugby y actualmente de rugby League nacido en Fiyi que se desempeña como wing o centro.

## Carrera

### Rugby Union
Jugó para los Waratahs, una de las franquicias australianas del Super Rugby casi la totalidad de su carrera y luego fue contratado por los Leicester Tigers de la Premiership Rugby. En 2013 jugó para Leinster Rugby donde se retiró definitivamente del rugby a 15.

## Selección nacional
Tuqiri jugó con los Wallabies 67 partidos y marcó 30 tries (150 puntos).

### Participaciones en Copas del Mundo
Disputó 12 partidos y marcó 6 tries entre las Copas del Mundo de Australia 2003 y Francia 2007.
| Mundial                       | Sede      | Resultado        | PJ | Tries |
| ----------------------------- | --------- | ---------------- | -- | ----- |
| Copa Mundial de Rugby de 2003 | Australia | Subcampeón       | 6  | 5     |
| Copa Mundial de Rugby de 2007 | Francia   | Cuartos de final | 6  | 1     |

## Carrera en rugby league

### Clubes
| Club             | País      | Año         |
| ---------------- | --------- | ----------- |
| Brisbane Broncos | Australia | 1999 - 2002 |
| Wests Tigers     | Australia | 2010 - 2013 |
| South Sydney     | Australia | 2014 -      |